# العيادي الحمروني
العيّادي الحمروني (وذرف، 24 ديسمبر 1971-) لاعب كرة قدم دولي سابق، برز مع نادي الترجي الرياضي التونسي في بدايات التسعينات، ومع المنتخب التونسي. إشتهر بتسجيله للأهداف مباشرة عبر ضربة الزاوية.

## مسيرته
أمضى أول إجازة له مع الملعب القابسي سنة 1985. انتقل في أوائل التسعينات إلى فريق الترجي الرياضي التونسي أين أمضى معظم مشواره الرياضي. تألق الحمروني بسرعة مع الترجي وتحصل معه على الكأس سنة 1991، كما برز بصفة كبيرة في إياب دربي العاصمة سنة 1992 أمام النادي الإفريقي بطل إفريقيا آنذاك بتسجيله ثنائية في 3 دقائق.
ساهم في إحراز الترجي بدوري أبطال أفريقيا سنة 1994، وقد تألق بصفة خاصة في الدور الربع النهائي بتسجيله ثنائية أمام فريق إيوانيانيو النيجيري في لقاء الذهاب بتونس. خفض بريقه في النصف الثاني من التسعينات بسبب الإصابات. لعب في آخر مشواره الرياضي مع النادي الأولمبي للنقل، كما خاض تجربة في الخليج في نادي الهلال السعودي في أواخر التسعينات. لعب أول مباراة له مع المنتخب التونسي ضد الجزائر، وشارك معه في كأس إفريقيا للأمم 1994، وقد لعب 34 مباراة دولية طوال مسيرته مع المنتخب بين 1992 و1999 وسجل معه تسعة أهداف. ثم مرافق لأكابر فريق الملعب القابسي.

## مهمته في الإدارة الفنية للمنتخب الوطني التونسي
أعلنت الجامعة التونسية لكرة القدم عن انتداب اللاعب السابق للترجي الرياضي التونسي العيادي الحمروني في الإدارة الوطنية الفنية. وستتولى الجامعة التكفل بمصاريف تكوينه التي ستأهّله للحصول على شهائد في اختصاص التدريب في مجال كرة القدم. وتأتي هذه البادرة تكريما لللاعب السابق للمنتخب ولفتة من الجامعة تكريما لمسيرته الكروية الحافلة ومساهمة منها في مساعدته على تخطي الأوضاع الإجتماعية الصعبة التي يمرّ بها.

## روابط خارجية
- العيادي الحمروني على موقع قاعدة بيانات كرة القدم.إي يو (الإنجليزية)
- العيادي الحمروني على موقع ناشيونال فوتبول تيمز (الإنجليزية)